# Palazzo Morosini Brandolin
Palazzo Morosini Brandolin è un palazzo di Venezia sito nel sestiere di San Polo e affacciato sulla riva destra del Canal Grande, di fronte al palazzo Ca' d'Oro.

## Storia
La famiglia Morosini edificò il palazzo nella seconda metà del Quattrocento, riprendendo lo stile di Ca' Foscari Nel Settecento la proprietà passò alla famiglia Brandolini, successivamente ai Lago, ai Topan. Attualmente il palazzo è diviso in differenti proprietà.

## Architettura
Il palazzo è esempio del gotico fiorito veneziano. L'attuale facciata presenta un piano terra a bugnato con due portali e due piani nobili composti da esafore centrali e coppie di monofore laterali. Il primo piano le esafore sono ad arco ogivale mentre nel secondo piano hanno i tipici archi con quadrilobi traforati. Nell'Ottocento venne demolito un terzo piano nobile, probabilmente per motivi statici.